# Erna Fuehrer
Erna Fuehrer (* 1898 in Königsberg i. Pr.; † 1981 in Braunschweig) war eine deutsche Ärztin.

## Leben
Fuehrer holte das Abitur nach und studierte an der Albertus-Universität Königsberg Humanmedizin. Sie wurde von den Professoren Arthur Böttner und Felix von Mikulicz-Radecki ausgebildet. Nach der  Promotion zur Dr. med. (1941) ließ sie sich in Königsberg als praktische Ärztin nieder. Unter der sowjetischen Herrschaft seit April 1945 setzte sie sich unermüdlich für die zahllosen Kranken ein und arbeitete unter schwierigsten Bedingungen im weitgehend zerstörten Krankenhaus der Barmherzigkeit. Man nannte sie den „Engel von Königsberg“. 1948 verließ sie als letzte deutsche Ärztin die Stadt. Im selben Jahr wurde die Ärztin Hildegarde Haslinger aus Kaliningrad ausgewiesen. 1950 eröffnete Erna Fuehrer in Braunschweig eine allgemeinmedizinische Arztpraxis. Als erste Ärztin Braunschweigs erhielt sie am 10. Mai 1954 das Verdienstkreuz 1. Klasse des Verdienstordens der Bundesrepublik Deutschland.